# Csarnóta
Csarnóta is een plaats (község) en gemeente in het Hongaarse comitaat Baranya. Csarnóta telt 149 inwoners (2001).